# Điền Hoàn
Điền Kính Trọng (chữ Hán: 田敬仲, 706 TCN-?), hay còn gọi là Điền Hoàn (田完), Trần Hoàn (陳完), Quy Hoàn (媯完) là vị tông chủ đầu tiên của họ Điền, thế gia nước Tề trong lịch sử Trung Quốc, ông cũng đồng thời là thủy tổ của họ Điền và nước Điền Tề sau này.

## Tiểu sử
Điền Hoàn vốn là con của Trần Lệ công, một vị vua của nước Trần, chư hầu nhà Chu dưới thời Xuân Thu, sinh năm 706 TCN. Nguyên do Trần Lệ công lên ngôi đã giết con của Trần Hoàn công là thái tử Miễn, ba người con khác của Hoàn công là Quy Dược, Quy Lâm và Quy Chử Cữu liên kết với những thủ hạ thế tử Miễn, nhờ người nước Sái dụ Lệ công sang nước Sái rồi hợp sức giết chết.
Khi Trần Hoàn ra đời, thái sử nước Trần là Phùng Chu bói một quẻ, có ý nói sau này ông sẽ lưu lạc đến một nước của họ Khương, rồi gây dựng cơ nghiệp ở đó, ngày sau sẽ chiếm cả nước đó.
Dưới thời Trần Trang công và Trần Tuyên công, Trần Hoàn vẫn ở lại nước Trần. Năm 672 TCN, Trần Tuyên công yêu con thứ là Quy Khoản bèn giết thái tử Ngự Khấu và lập Khoản làm thái tử. Trần Hoàn vốn cùng phe với Ngự Khấu, sợ tội chạy sang nước Tề nương nhờ Tề Hoàn công. Tề Hoàn công thu dụng Trần Hoàn cho làm quan ở đất Điền, từ đó lấy họ Điền. Vua Tề muốn phong ông làm khanh nhưng ông từ chối. Trần Hoàn trở thành thủy tổ của họ Điền.
Sau ông lấy con của đại phu nước Tề là Quốc Ý Trọng sinh Điền Mạnh Di.
Không rõ Trần Hoàn mất năm nào. Sau khi ông mất, Mạnh Di lên thế tập.